# Callum Innes
Callum Innes (né en 1962 à Édimbourg) est un peintre non figuratif écossais. Il a étudié à la Gray's School of Art (1980-1984) et est diplômé de l'Edinburgh College of Art (1985).
Il vit à Édimbourg avec sa femme et ses trois enfants.

## Œuvre
Exclusivement non figurative, Innes travaille en parallèle sur plusieurs séries disparates, dont les principales sont : 
Identified Forms (1990-...)
- « Nineteen Identified Forms (1990) », huile sur toile, 220 × 190 cm.

Singular form (1990-...)
- « Nine Singular Forms » (1990), huile sur toile, 70 × 60 cm.

Formed Painting/Painting Formed (1991-...)
- « Formed painting n°1 » (1990), huile sur toile, 220 × 190 cm.
- « Painting Formed with White No.10 » (1991), huile sur toile, 195 × 175 cm.

Repetition (1991-)
- « Repetition five » (1991), huile sur toile, 75 × 65 cm.

Monologue (1991-)
- « Monologue » (1991), huile sur toile, 75 × 65 cm.
- « Monologue twenty-four » (2007), huile sur toile, 242 × 232 cm.

Exposed Painting (1992-)C'est la plus importante de ses séries par le nombre d'œuvres, et certainement la plus connue. La toile est divisée géométriquement en différentes zones de taille inégale où certaines sont peintes, d'autres sont peintes puis attaquées à la térébenthine et enfin sur les dernières le fond est non peint. Le titre de chaque œuvre est préfixé de Exposed painting suivi du nom technique de(s) couleur(s) utilisée(s).
- « Exposed Olive Painting No. 2 » (1992), huile sur toile, 175 × 165 cm.
- « Exposed Painting Green Lake » (2013), huile sur lin, 240 × 232 cm.

Quotations (1991-)
- « Quotations five » (1991), huile sur toile, 220 × 190 cm.

Isolated Forms (1991-)
- « Seven isolated forms » (1991), huile sur toile, 75 × 65 cm.

Untitled (shellac) (1991-)
- « Untitled » (1991), huile et shellac sur lin, 75 × 65 cm.

Exposed Vertical (1992-)
- « Exposed Vertical on Grey » (1992), huile sur toile, 85 × 75 cm.

Resonance (1999-),
- « Resonance » (1999), huile sur toile, 207 × 205 cm.

Agitated Vertical (2001-).
- « Agitated vertical (white) » (2001), huile sur lin, 175 × 170 cm.

L’ensemble de l’œuvre est caractérisé par le fait que les éléments de composition importants sont produits, non par l'application de peinture, mais à travers son enlèvement par des lavages de térébenthine, d'où un travail qualifié de « dé-peinture » (unpainting).

## Expositions
Callum Innes est représenté par la Ingleby Gallery à Édimbourg.
parmi ses expositions personnelles
- Artspace Gallery, Aberdeen (1986)
- 369 Gallery, Édimbourg (1988)
- ICA de Londres (1992)
- Scottish National Gallery of Modern Art d’Édimbourg (1992)
- Exposed Painting, Ikon Gallery, Birmingham (7 octobre - 22 novembre 1998)
- Exposed Painting, Kunsthalle, Berne (6 février - 28 mars 1999)
- From Memory, The Fruitmarket Gallery, Édimbourg (30 septembre - 19 novembre 2006) : rétrospective de son œuvre entre 1991 et 2006, présentée par la suite au Modern Art Oxford (13 février - 15 avril 2007), et au Museum of Contemporary Art, Sydney (27 novembre 2007 - 17 février 2008).
- Ingleby Gallery, Édimbourg (2009)
- At One Remove, Sean Kelly Gallery, New York (2010)
- New Paintings and Watercolours, Frith Street Gallery, Londres (2011)
- Unforseen, Kerlin Gallery, Dublin (2012)

parmi ses expositions collectives
- The British Art Show, MacLellan Galleries, Glasgow (1990)
- Wonderful Life, Lisson Gallery, Londres (1993)
- Abstraction/Abstractions : Géométries provisoires, musée d'art moderne de Saint-Étienne (18 janvier - 23 mars 1997)
- Abstract Painting, Once Removed, Contemporary Arts Museum, Houston, Texas (1998)
- Six Degrees of Separation, Jensen Gallery, Auckland, Nouvelle-Zélande (2001)
- Bernard Frize/Callum Innes, Frith Street Gallery, Londres (2003)
- Sometimes making something leads to nothing, Ingleby Gallery, Édimbourg (2009)
- La Pesanteur et la Grace, Le Collège des Bernardins, Paris, puis Villa Medici, Rome (octobre 2010)
- Moving - Norman Foster on Art, Carré d’Art, Nîmes (2013)

## Nomination, prix, récompense
En 1995, il a été nommé pour le prix Turner (remporté cette année-là par Damien Hirst).
En 1998, Innes a remporté le NatWest Art Prize et en 2002 le Jerwood Painting Prize.

## Musées
Son travail est représenté dans de nombreuses collections, tant privées que publiques, notamment celles du Museum of Modern Art de Fort Worth, du musée irlandais d'art moderne de Dublin, de la Tate Modern à Londres, du musée d'art moderne de San Francisco, de la Galerie nationale d'Australie, etc.